# 聖基里爾島

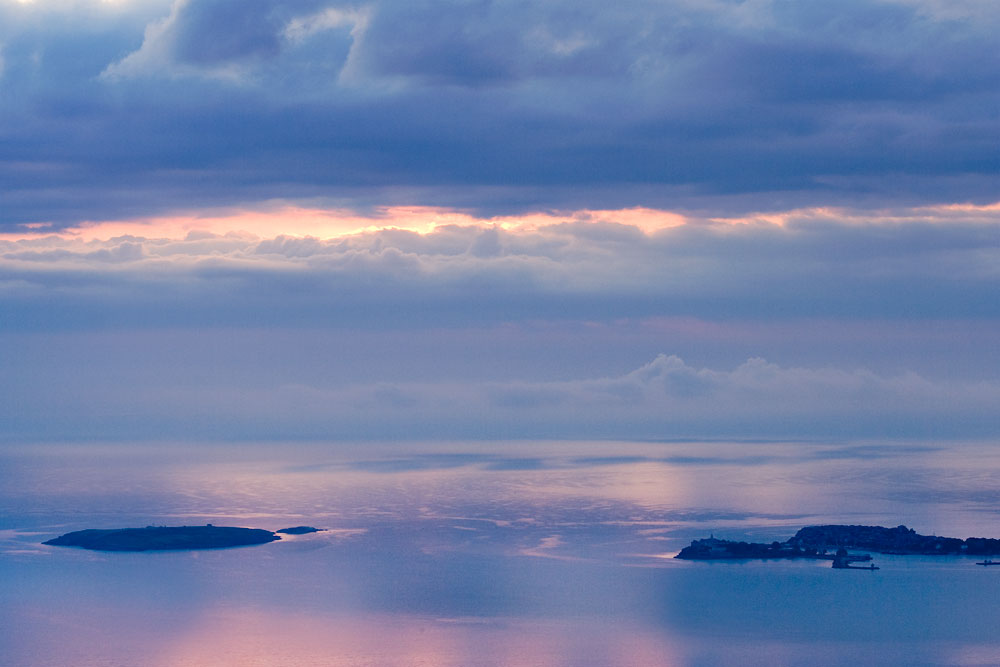

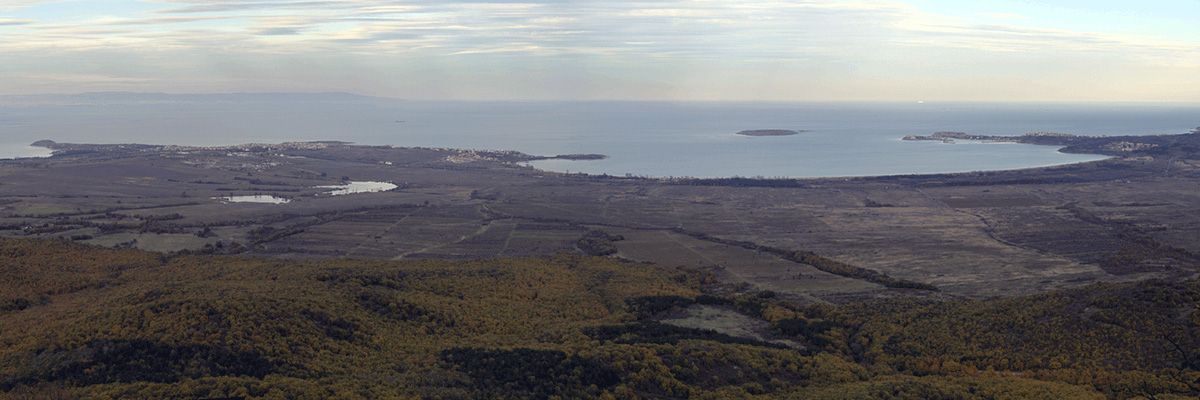

聖基里爾島是保加利亞的島嶼，位於索佐波爾西北250米的黑海，面積0.08平方公里，最高點海拔高度15米，島上無人居住。1936年至2005年間，該島設有停泊戰艦的海軍基地。
42°25′12″N 27°42′00″E / 42.42000°N 27.70000°E